# AVR-TODO
Az AVR-TODO rendszert a vasúti vontatójárművek üzemanyag töltésénél használják. A TODO egy speciális un. cseppmentes csatlakozást biztosító szerkezet, amely a kút tömlőjének a végére, valamint a jármű üzemanyag tartályára van felszerelve. Az AVR egy rádiófrekvenciás azonosító rendszert jelent: egy RFID rendszerű töltőcsonk azonosítót, (ha csatlakozott a kút tömlője a mozdonyhoz, akkor jelzést ad), egy RFID rendszerű személyazonosító  rendszert, valamint a kút és a jármű közötti vezeték nélküli adatátviteli rendszert jelenti.
Lényege: tankolás előtt és után a tömlőben lévő üzemanyag nem folyik ki a szabadba, mert lezár a szelepe. A szelepek csak akkor nyitnak, ha a tömlőt csatlakoztatták a tartály szelepéhez. Tankolás során egy MFB vagy szintkapcsoló által mért üzemanyagszint ellenőrzésével az AVR egységen keresztül engedélyezi a jármű tankolását - vételezési jogosultságát, majd egy beállított üzemanyagszint elérésekor emberfüggetlenül kikapcsolja a kút szivattyúját, lezárja a kifolyó szelepét - megakadályozva a tartály túltöltését.